# Dansk film gennem 30 år
|  | Denne artikel er oprettet af botten Steenthbot ud fra en ekstern database. Den kan derfor have sproglige fejl eller mangler. Denne skabelon kan fjernes efter kontrol af indholdet. |

Dansk film gennem 30 år er en dansk dokumentarfilm fra 1937.